# Pocangan
Pocangan is een bestuurslaag in het regentschap Jember van de provincie Oost-Java, Indonesië. Pocangan telt 2419 inwoners (volkstelling 2010).